# Simon Bastelica
Simon Bastelica (ur. 2 stycznia 1977) – francuski narciarz, specjalista narciarstwa dowolnego. Najlepszy wynik na mistrzostwach świata osiągnął podczas mistrzostw w Ruka, gdzie zajął 12. miejsce w skicrossie. Nie startował na igrzyskach olimpijskich. Najlepsze wyniki w Pucharze Świata osiągnął w sezonie 2004/2005, kiedy to zajął 17. miejsce w klasyfikacji generalnej, a w klasyfikacji skicrossu był piąty.
W 2008 r. zakończył karierę.

## Sukcesy

### Mistrzostwa Świata
| Miejsce | Dzień    | Rok  | Miejscowość          | Konkurencja | Zwycięzca   |
| ------- | -------- | ---- | -------------------- | ----------- | ----------- |
| 12.     | 18 marca | 2005 | Ruka                 | Skicross    | Tomáš Kraus |
| 17.     | 6 marca  | 2007 | Madonna di Campiglio | Skicross    | Tomáš Kraus |

#### Miejsca w klasyfikacji generalnej
- 2001/2002 – 67.
- 2002/2003 – 57.
- 2003/2004 – 58.
- 2004/2005 – 17.
- 2005/2006 – 40.
- 2006/2007 – 48.
- 2007/2008 – 121.

#### Miejsca na podium
1. Pozza di Fassa – 15 stycznia 2005 (Skicross) – 2. miejsce